# Рибейру, Фелипе
Фелипе Алвеш Рибейру (порт. 	Filipe Alves Ribeiro; 4 мая 1975, Лиша, Португалия) — португальский футбольный тренер.

## Биография
В качестве наставника работал с малоизвестными португальскими коллективами, а в качестве помощника тренера ассистировал в нескольких командах местной Примейры. В начале 2018 года португалец возглавил команду элитной литовской А-Лиги «Ионава». Однако после старта первенства Рибейру был уволен со своего поста из-за неудовлетворительных результатов.
С 2019 года специалист работает в системе «Порту», а в 2023 году он возглавил молодежный департамент клуба.